# 三ヶ島村
三ヶ島村（みかじまむら）は、埼玉県入間郡にあった村。現在の所沢市西部にあたり、1955年（昭和30年）に柳瀬村とともに所沢市へ編入され消滅した。

## 地理
狭山丘陵の北麓に位置する。現在の所沢市三ヶ島、堀之内、糀谷、林、和ヶ原、狭山ヶ丘、東狭山ヶ丘、西狭山ヶ丘、若狭が、ほぼ旧村域にあたる。
- 河川
  - 東川
  - 砂川堀

## 歴史
旧石器時代の遺跡として砂川遺跡があり、出土品は国指定重要文化財となっている。三ヶ島の名は原野の中にあたかも3つの島のように集落があったことに由来し、かつて西島、中島、東島という呼び名があったという。中世には入東郡宮寺郷、近世には入間郡山口領に属していた。17世紀に三ヶ島堀之内村を分村した。林村も三ヶ島村の枝郷。糀谷村はもとは宮寺郷で17世紀に分村した。天領および旗本3氏（沢、武蔵、久松）の相給であり、明治維新に際しては品川県を経て韮山県の所轄となる。
- 明治4年11月14日（1871年12月25日） - 入間県の所轄となる（第1次府県統合）[4]。
- 明治5年（1872年）5月 - 第3大区3小区に属する（大区小区制）[3]。
- 1873年（明治6年）6月15日 - 熊谷県の所轄となり（明治6年太政官布告第214号）、南第3大区3小区に属する。
- 1876年（明治9年）8月21日 - 埼玉県の所轄となる（第2次府県統合）。
- 1879年（明治12年）3月17日 - 郡区町村編制法施行により入間郡に属する。
- 1884年（明治17年）7月14日 - 三ヶ島村、三ヶ島堀之内村、糀谷村、林村、北野村の5村を管轄とする、三ヶ島村連合戸長役場が設置される。
- 1889年（明治22年）4月1日 - 町村制施行に伴い、旧来の三ヶ島村、三ヶ島堀之内村、糀谷村、林村が合併し発足。
- 1934年（昭和9年）10月1日 - 立川飛行場飛行第5連隊の演習中、九一式戦闘機1機がエンジン故障により小学校脇の畑に墜落。搭乗員は脱出して無事だった。[5]
- 1955年（昭和30年）4月1日 - 所沢市へ編入。同日三ヶ島村廃止。

## 経済
- 狭山銀行
1899年4月設立、1929年業務廃止命令により廃止[6]
- 三ヶ島製作所
1943年創業、1949年設立。自転車ペダルのメーカー。

## 寺社
- 村社 中氷川神社 - 大字三ヶ島（現・三ヶ島五丁目1691-1）
- 村社 八幡神社 - 大字糀谷（現・糀谷78）
- 村社 林神社 - 大字林（現・林一丁目383）
- 妙善院 - 大字三ヶ島（現・三ヶ島三丁目1410）
- 寳玉院 - 大字三ヶ島（現・三ヶ島三丁目1167）
- 常楽院 - 大字三ヶ島（現・三ヶ島二丁目667）
- 金仙寺 - 大字三ヶ島堀之内（現・堀之内343）
- 松林寺 - 大字林（現・林二丁目147）

## 教育
- 村立三ヶ島小学校（所沢市立三ヶ島小学校）
1902年創立
- 村立三ヶ島中学校（所沢市立三ヶ島中学校）
1947年学校教育法施行により設立

## 交通

### 鉄道
- 西武鉄道池袋線狭山ヶ丘駅

1915年に元狭山駅として開業、間もなく三ヶ島村駅に改称、1933年より現駅名。

## 出身人物
- 三ヶ島葭子 - 歌人